# Maine (rivier)
De Maine is een rivier die uitmondt in de Loire. De rivier is ongeveer 12 km lang en stroomt in het departement Maine-et-Loire van Frankrijk.
De Maine wordt gevormd uit de Loir, de Mayenne en Sarthe ten noorden van de stad Angers.
- Gemeinsame Normdatei: 4114927-0